# Mendota (Californie)
Pour les articles homonymes, voir Mendota.
Mendota est une ville du comté de Fresno en Californie, aux États-Unis, d'une superficie de 3,28 milles carrés (8,5 kilomètres carrés).

## Démographie
| 1950  | 1960  | 1970  | 1980  | 1990  | 2000  |
| ----- | ----- | ----- | ----- | ----- | ----- |
| 1 516 | 2 099 | 2 705 | 5 038 | 6 821 | 7 890 |

| 2010   | - | - | - | - | - |
| ------ | - | - | - | - | - |
| 11 014 | - | - | - | - | - |